# ویسکومتر

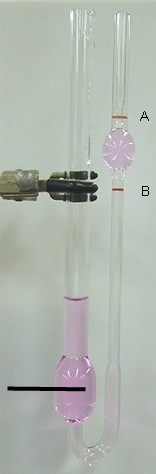
ویسکومتر اوستوالد یکی از انواع قدیمی ویسکومترها است که توسط شیمیدان آلمانی ویلهلم اوستوالد اختراع شد.

ویسکومتر یا ویسکوزیمتر (به انگلیسی: Viscometer, Viscosimeter) یا وُشک‌سنج، وسیله‌ای برای محاسبهٔ ویسکوزیته سیال می‌باشد. برای موادی که ویسکوزیته آنها با جریان یافتن تغییر می‌کند از ویسکومتر ویژه ای به نام رئومتر استفاده می‌گردد. در حالت کلی در یک ویسکومتر دو حالت وجود دارد:
1. مایع ویسکوز ساکن است و یک شیء جانبی در داخل آن (ابزار اندازه‌گیری ویسکوزیته) حرکت می‌کند.
2. وسیله اندازه‌گیری ویسکوزیته ساکن بوده و سیال ویسکوز حرکت می‌کند.

ویسکوزیته معمولاً در قالب واحدهای پاسکال ثانیه، پاسکال میلی ثانیه، پویز، سنتی پویز، بیان می‌شود.
در هر دو صورت، نیروی کششی که سبب ایجاد حرکت نسبی سیال نسبت به سطح می‌شود می‌تواند به عنوان عاملی برای اندازه‌گیری ویسکوزیته به کار گرفته شود. حالت جریان باید به گونه ای باشد که عدد رینولدز (نسبت نیروی لختی به نیروی گرانروی) به حدی کوچک باشد که بتوان جریان را آرام فرض نمود.
در دمای ۲۰ درجه سلسیوس ویسکوزیته آب ۱٫۰۰۲mpa.s است و ویسکوزیته جنبشی آن (نسبت ویسکوزیته به چگالی) برابر با ۱٫۰۰۳۸mm2/s است. لازم است ذکر شود مقادیر فوق جهت کالیبراسیون ویسکومترها به کار می‌رود.

## انواع ویسکومتر
ویسکومترها دارای سه شکل اساسی هستند: دورانی، مویین و سقوطی. یک ویسکومتر دورانی که گاهی ویسکومتر بروکفیلد یا پارویی نیز نامیده می‌شود، از یک تنش سطحی دورانی برای اندازه‌گیری ویسکوزیته استفاده می‌کند و دارای مکانیسمی برای هم زدن است که نیروی لازم برای هم زدن یک مایع را اندازه‌گیری می‌کند. ویسکومترهای دورانی می‌توانند به منظور تست ویسکوزیتهٔ مایعات نیوتنی و غیر نیوتنی استفاده شوند. ویسکومتر مویین، که گاهی یک ویسکومتر U شکل نیز نامیده می‌شود، از عمل مویین برای اندازه‌گیری ویسکوزیته مایعات نیوتنی استفاده می‌کند. مزایای استفاده از آن‌ها مقرون به صرفه بودن هزینه، استفادهٔ آسان، پرتابل بودن و نیاز به نمونه‌هایی با اندازهٔ کوچک، می‌باشد. ساده‌ترین نوع ویسکومتر، نوع سقوطی است که گاهی یک ویسکومتر هاپلر نیز نامیده می‌شود. از گرانش برای اندازه‌گیری زمانی که طول می‌کشد یک توپ به میان یک مایع نیوتنی سقوط کند استفاده می‌کند. بعد از این که سه بار اندازه‌گیری انجام شد، میانگین نتایج به منظور محاسبهٔ ویسکوزیته گرفته می‌شود. مایعات نیوتنی زمانی که تحت فشار قرار می‌گیرند ویسکوزیته را تغییر نمی‌دهند، در حالی که مایعات غیر نیوتنی زمانی که تحت لرزش یا فشار قرار می‌گیرند ویسکوزیته را تغییر می‌دهند.
- ویسکومتر U شکل (استوالد)
- ویسکومتر سقوطی
- ویسکومتر لرزشی
- ویسکومتر چرخشی (بروکفیلد)
- ویسکومتر استابینگر
- ویسکومتر کربس

### ویسکومتر U شکل (استوالد)
این نوع ویسکومترها که از لوله‌های شیشه ای موئین ساخته شده‌اند، به ویسکومتر شیشه ای مویین نیز مشهورند که خود انواع گوناگون دارند. یکی از انواع آن که به ویسکومتر آبلهود (Abbelohde) معروف است، اساساً از یک لولهٔ شیشه ای U شکل که به صورت عمودی، در یک حمام کنترل دما قرار داده شده‌است، تشکیل شده‌است. در یک سمت آن، یک لولهٔ موئین با قطر مشخص قرار دارد. در بالای این قسمت یک منطقهٔ برآمده قرار دارد و یک برآمدگی دیگر پایین‌تر از آن در سمت دیگر لوله قرار داده شده‌است که در هنگام استفاده سیال بوسیلهٔ یک مکنده از محفظهٔ پایینی به محفظهٔ بالایی کشیده می‌شود و سپس اجازه داده می‌شود تا از طریق لولهٔ موئین به محفظهٔ پایینی جریان یابد. دو نشانهٔ موجود در بالا و پایین محفظهٔ بالایی حجم مشخصی را نشان می‌دهند تا زمان مورد نیاز تا انتقال سیال بین این دو نشانه، با ویسکوزیته جنبشی متناسب است. به دلیل تأثیر دما در ویسکوزیته سیال، این ویسکومترها اغلب در یک دمای ثابت و در داخل یک حمام آب قرار می‌گیرند. اینگونه ویسکومترها اغلب به‌صورت ویسکومترهایی با جریان مستقیم یا معکوس رده‌بندی می‌شوند. ویسکومترهای جریان معکوس دارای یک مخزن در قسمت بالای نشانه‌ها هستند ولی در ویسکومترهای با جریان مستقیم این مخزن در زیر شاخص‌ها قرار دارد. گونه ای از ویسکومترها هم وجود دارند که به‌صورت ترکیبی از دو ویسکومتر مذکور هستند که برای اندازه‌گیری ویسکوزیته مواد کدر (مات) یا مواد لکه زا (آلاینده) طراحی شده‌اند. به عبارت دیگر سیال دیواره را آلوده می‌کند و شناسایی عبور کل سیال بین دو شاخص و در نتیجه اندازه‌گیری زمان دقیق را غیرممکن می‌سازد. ویسکومتر ترکیبی این اجازه را به اپراتور می‌دهد که به‌جای اندازه‌گیری زمان تخلیه سیال بین دو شاخص مخزن بالا، زمان پر شدن مخزن پایینی را اندازه بگیرد و این امر تا حد زیادی از خطای ویسکومتری می‌کاهد.

### ویسکومتر سقوطی
معادله ناویر استوکس که پایه و اساس روابط مربوط به حرکت سیالات می‌باشد، اساس کار ویسکومترهای سقوطی را تشکیل می‌دهد.
شکست در تجزیه (خطای نحوی): {\displaystyle \rho \left(\frac{\partial \mathbf\nabla p + \nabla \cdot\mathbb{T} + \mathbf{f}}

سمت چپ معادله میزان تغییرات سرعت سیال بر حسب زمان را نشان می‌دهد و سمت راست آن به نیروهایی که بر سیال وارد می‌شود، دلالت دارد.
روش کار بدین صورت است که ابتدا سیال را به‌صورت استاتیک در داخل یک لولهٔ شیشه ای عمودی قرار داده اجازه می‌دهیم یک شار فلزی کوچک که اندازه و چگالی آن مشخص است در داخل سیال سقوط کند. با محاسبهٔ سرعت سقوط شار (برای راحتی کار و بالا بردن دقت محاسبه، می‌توان از حسگرهای الکترونیکی استفاده نمود) و با دانستن اندازه و چگالی شار و چگالی سیال مورد نظر، می‌توان از قانون استوکس برای محاسبهٔ چگالی سیال استفاده نمود.
می‌توان از گلوله‌های فلزی با اندازه‌های متفاوت جهت بالا بردن دقت محاسبات استفاده کرد.

### ویسکومتر لرزشی
مبنای کار ویسکومترهای لرزشی اندازه‌گیری مقدار کاهش نوسانات الکترومغناطیسی لرزاننده هنگام لرزش در داخل سیال مورد آزمایش است. لرزاننده معمولاً به‌صورت دورانی یا ارتعاشی (به‌صورت دیاپازونی) کار می‌کند. هر چه ویسکوزیته سیال بالاتر باشد به همان نسبت، میزان افت لرزش‌های ایجاد شده توسط لرزاننده نیز، بیشتر خواهد بود.
میزان کاهش ارتعاشات لرزاننده می‌تواند با یکی از روش‌های زیر اندازه‌گیری شود:
1. اندازه‌گیری مقدار انرژی لازم جهت ثابت نگه داشتن دامنهٔ ارتعاشات نوسانگر در یک دامنهٔ ارتعاشی مشخص: در این روش باید متذکر شد در سیالاتی با ویسکوزیته بالا انرژی بیشتری جهت ثابت ماندن دامنهٔ ارتعاشی نوسانگر باید مصرف شود.
2. اندازه‌گیری زمان لازم جهت توقف کامل نوسانگر بعد از خاموش شدن آن: در این روش زمان لازم جهت توقف نوسانگر با ویسکوزیته سیال متناسب است و هر اندازه ویسکوزیته بالاتر باشد مدت زمان لازم جهت توقف نوسانگر نیز کمتر خواهد بود.
3. اندازه‌گیری فرکانس نوسانگر به‌صورت تابعی از کنش وارد شده به سیال و واکنش سیال نسبت به آن: در این روش هم سیالاتی با ویسکوزیته بالا، تغییر فرکانس بیشتری هنگام تغییر فاز از خود نشان می‌دهند. نتیجه ارائه شده توسط دستگاه‌های سنجش ویسکوزیته با روش ارتعاشی به دلیل عدم اندازه‌گیری تنش سطحی، جهت اندازه‌گیری ویسکوزیته سیالاتی که رفتار جریانی آن برای کاربر نامشخص است نمی‌تواند قابل اطمینان باشد.

ویسکومترهای لرزشی برای اندازه‌گیری ویسکوزیته در طی فرآیندهای صنعتی بکار می‌رود. در اینگونه ویسکومترها سنسور به میله نوسانگر متصل می‌شود. تغییرات دامنه نوسانگر با ویسکوزیته سیالی که بخش لرزاننده ویسکومتر را می‌پوشاند، متناسب است. این روش برای اندازه‌گیری ویسکوزیته سیالات ژلاتینی و سیالاتی با ویسکوزیته بالا (بالای ۱۰۰۰pa.s) کاربرد دارد. به دلیل کارایی بالای این ویسکومترها، صنایع توجه خود را معطوف به استفاده بهینه از اینگونه ویسکومترها نموده و سعی در افزایش دقت و کارایی این نوع دارند.
این دسته از ویسکومترها بسیار مستحکم بوده و تمام اجزای آن از مقاومت بالایی برخوردار هستند و تنها قسمت حساس آنها، حسگر کوچک تعبیه شده در بخش لرزاننده است. به همین دلیل می‌توان ویسکوزیته انواع مختلف مواد به‌خصوص سیالات اسیدی را با این ویسکوزیمتر، اندازه گرفت به شرط آنکه سیال را داخل یک پوشش خاص قرار داد یا حسگر را از مواد مقاوم در برابر اسید ساخت.

### ویسکومتر چرخشی (دورانی)
اینگونه ویسکومترها (ویسکوزیمتر) بر اساس اندازه‌گیری مقدار گشتاور لازم جهت به چرخش درآوردن یک جسم خارجی در داخل سیال استوار هستند که می‌تواند راهی برای اندازه‌گیری ویسکوزیته سیال باشد. به عنوان مثال ویسکومترهای بروکفیلد بر مبنای اندازه‌گیری مقدار گشتاور لازم جهت چرخش یک دیسک با سرعتی مشخص در داخل سیال کار می‌کنند.
در ویسکومترهای bob and Cup مقدار معینی سیال در داخل مخزن مخصوصی ریخته می‌شود و گشتاور لازم جهت چرخش یک دیسک در داخل سیال با یک سرعت مشخص به دقت اندازه‌گیری شده و گراف‌های آن رسم می‌شوند.
در کل دو نوع مشخص از این نوع ویسکومترها (ویسکوزیمتر) مورد استفاده قرار می‌گیرد که با نام‌های تجاری”Couette و “Searle”شناخته می‌شوند که اختلاف آنها در چرخش فنجانی و شاغولی است. دَوَران فنجانی در بسیاری از موارد بر دوران شاغولی ارجحیت دارد زیرا در این روش امکان کنترل جریان‌های گردابی بهتر صورت می‌گیرد. اما در این متد ثابت نگه داشتن دمای سیال تا حدی دشوار است.

### ویسکومتر استابینگر
با تغییر ویسکومترهای نوع چرخشی (Couette rotational viscometer) و ساخت این نوع ویسکومترها به دقت بسیار بالایی در اندازه‌گیری ویسکوزیته جنبشی سیال می‌توان دست یافت. سیلندر داخلی ویسکومترهای استابینگر گودتر و نسبت به ویسکومترهای نوع قبلی سبک‌تر طراحی شده‌اند به همین دلیل به آسانی در داخل نمونه شناور می‌گردند و به دلیل نیروی گریز از مرکز دقیقاً در بخش مرکزی قرار می‌گیرند. اندازه‌گیری سرعت و گشتاور در این نوع با اندازه‌گیری چرخش میدان مغناطیسی و حرکات گردابی و بدون هیچگونه تماس مستقیمی صورت می‌گیرد. که این امر دقت فوق‌العاده 50pN.m و دامنه وسیع سنجش ۰٫۲ تا 20000mPa.s را برای این نمونه امکان‌پذیر نموده‌است.
این نوع ویسکومتر برای اولین بار توسط Anton Paar در سال ۲۰۰۰ معرفی گردید که این ویسکومتر به افتخار دکتر استابینگر به این نام نامیده شد.